# Metazygia rogenhoferi
Metazygia rogenhoferi là một loài nhện trong họ Araneidae.
Loài này thuộc chi Metazygia. Metazygia rogenhoferi được Eugen von Keyserling miêu tả năm 1878.